# Santiz
Santiz ist eine kleine westspanische Gemeinde (municipio) in der Provinz Salamanca in der Autonomen Gemeinschaft Kastilien-León. 2024 hatte die Gemeinde 229 Einwohner. 

## Geographie
Santiz befindet sich etwa 35 Kilometer nordnordwestlich vom Stadtzentrum der Provinzhauptstadt Salamanca in einer Höhe von 895 m. 

## Bevölkerungsentwicklung
| Jahr      | 1900 | 1920 | 1950 | 1970 | 1981 | 1991 | 2001 | 2011 | 2021 |
| Einwohner | 795  | 680  | 624  | 509  | 361  | 313  | 294  | 262  | 253  |

## Sehenswürdigkeiten
- Michaeliskirche (Iglesia de San Sebastián)
- Wegekreuz

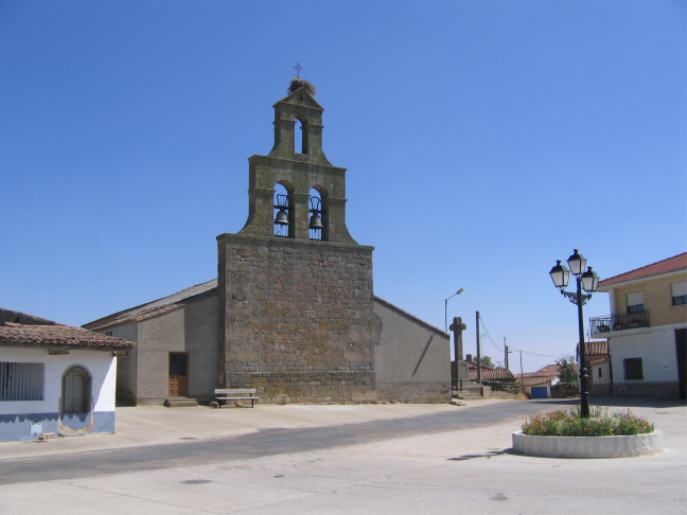
Michaeliskirche